# Silk-Dämpfung
Die Silk-Dämpfung (engl. Silk damping, nach Joseph Silk, der den Effekt 1968 erstmals beschrieb) ist ein Effekt, der die Materiekondensation bei kleinen Schwankungen der Strahlungsdichte während des Urknalls dämpfte. Da die Eigengravitation nicht ausreichte, wurde durch die Silk-Dämpfung die Bildung kleinerer Materieansammlungen unterbunden, während große Materieansammlungen aufgrund der hohen Eigengravitation kollabieren können.
Grund ist, dass während der Rekombination Photonen von Orten hoher Materiedichte zu Orten geringerer Dichte diffundieren und dabei Baryonen transportieren. Photonen erreichen dabei eine große freie Weglänge und somit wird letztlich Masse aus der Materieansammlung transportiert. Die Silk-Dämpfung führte zu einer Homogenisierung der kosmischen Hintergrundstrahlung.
Das Vorhandensein der Silk-Dämpfung motiviert (unter anderem) die Annahme nicht-baryonischer Dunkler Materie: Gäbe es nämlich keine Dunkle Materie, so sollte die kosmische Hintergrundstrahlung auch keine Fluktuationen auf kleinen Skalen aufweisen. Fluktuationen in der gemessenen Temperatur entsprechen einer Dichteschwankung im Baryonen-Photonen-Gas des Universums (Zustandsgleichung), die aufgrund der Silk-Dämpfung nicht existieren können.
Tatsächlich werden aber Fluktuationen in der Hintergrundstrahlung nachgewiesen, die nicht aus dem Klumpen baryonischer Materie stammen können. Stattdessen nimmt man an, dass die Dunkle Materie, die nicht mit Strahlung wechselwirkt, die Dichte- bzw. Temperatur-Fluktuationen verursacht hat.

## Videos
- Was ist die Silk-Dämpfung? aus der Fernseh-Sendereihe alpha-Centauri (ca. 15 Minuten). Erstmals ausgestrahlt am 14. Sep. 2005.